# Исоярви (национальный парк)
Исоярви (фин. Isojärven kansallispuisto) —  национальный парк «Большое озеро» находится в Центральной Финляндии. Он занимает площадь 19 км² и основан в 1982 г. Национальный парк занимает территорию старых лесозаготовок на берегах и островах (более 20) озера Исоярви.

## Достопримечательности и возможности для осмотра
К числу достопримечательностей парка относятся дома-бараки, в которых жили лесорубы (до 40 человек в одном доме). Между домами проходит велосипедная дорожка. Есть также заброшенная ферма, построенная в начале XVIII в. Основные леса — сосновые и еловые. В пределах парка обнаружены следы древних поселений и сельскохозяйственных угодий. Рекомендуется осматривать парк на байдарке. По берегам имеются специальные места, где можно остановиться на ночлег.